# Anne Marie de Saxe
Pour les articles homonymes, voir Anne de Saxe.
Anne Marie Maximilienne Stéphanie Caroline Jeanne Louise Xavière Népomucène Aloÿse Bénédicte de Saxe, duchesse de Saxe, née à Dresde le 4 janvier 1836, morte à Naples le 10 février 1859 est l'épouse du dernier grand-duc de Toscane.

## Révolutions et restauration
Fille du prince Jean de Saxe et d'Amélie de Bavière, Anne est la nièce du roi Frédéric-Auguste II de Saxe.
L'enfance de la princesse est marquée par la révolution de 1848-1849 qui embrase l'Allemagne. Son grand-père, le roi Louis Ier de Bavière doit abdiquer. De même l'empereur Ferdinand Ier d'Autriche abdiquera, laissant le trône à son jeune neveu François-Joseph Ier, cousin utérin des princes saxons puisque leurs mères étaient sœurs. En Saxe même la République est proclamée, mais l'ordre est rapidement rétabli par l'armée prussienne.

## Mariages saxons
Le calme revenu, les années 1850 s'annonçaient sous d'heureux hospices. Pour mieux resserrer leurs liens politiques, les monarques européens s'unirent davantage encore par les liens du sang.
Élisabeth, la sœur aînée d'Anne-Marie épouse en 1850 le prince Ferdinand de Savoie, duc de Gênes, frère du roi Victor-Emmanuel II de Sardaigne. Veuve en 1854, elle épouse secrètement son chambellan. L'union découverte, le scandale est retentissant. La princesse est chassée de la cour de Turin et ne reverra jamais ses deux enfants.
En 1853, Albert, frère aîné d'Anne-Marie et promis au trône puisque son oncle n'avait pas d'enfant, épouse par inclination Caroline, princesse de Vasa. Ce mariage rencontre bien des oppositions, la promise n'étant que la petite fille du roi Gustave IV de Suède qui avait été détrôné en 1809. Sa famille vivait en exil. Ses parents étaient divorcés et son père n'avait pas apprécié la conversion de son ex-épouse et de sa fille au catholicisme. Mais le jeune prince sut imposer et suivre son inclination. L'année suivante, un accident d'alpinisme cause la mort du roi Frédéric-Auguste II et le prince Jean devient roi.
Sa sœur cadette Marguerite épouse le 4 novembre 1856 l'archiduc Charles-Louis d'Autriche, frère de l'empereur François-Joseph Ier. Mais celle-ci meurt de la grippe en 1858 après deux ans d'une union harmonieuse bien qu'encore stérile. Elle n'avait que 18 ans. Leur sœur aînée Marie-Auguste était morte l'année précédente âgée de trente ans, sans avoir trouvé d'époux.

## Mariages florentins
Anne rencontre son futur mari en 1855. À l'instar des autres princes européens, le prince héritier de Toscane profite de l'invention récente des chemins de fer pour visiter les cours d'Europe et y trouver sa future épouse.
Le roi Jean de Saxe et le grand-duc Léopold de Toscane sont non seulement amis mais également très proches parents. En effet, deux des sœurs du roi Jean, tantes paternelles d'Anne, avaient auparavant épousé des souverains toscans. La princesse Marie de Saxe avait épousé en 1817 ledit grand-duc Léopold alors grand-duc héritier. De cette union naquirent trois filles dont deux moururent jeune. La princesse Marie elle-même meurt prématurément en 1832.
Entre-temps, sa sœur aînée, la princesse Marie-Ferdinande était devenue en 1821 la seconde épouse du grand-duc Ferdinand III de Toscane, (père du grand-duc Léopold et qui avait 27 ans de plus qu'elle). Le roi Jean était en même temps le beau-frère du grand-duc de Toscane et de son fils, et les deux sœurs, qui n'avaient que trois ans d'écart, belle-mère et belle-fille. Cependant ce dernier mariage resta stérile.
Anne-Marie et Ferdinand se marient le 24 novembre  1856 à Dresde. 
Anne donna deux enfants à son mari.
La première naquit Marie-Antoinette (1858-1883) que sa santé fragile fit plus tard nommer chanoinesse du chapitre des dames nobles de Prague

## Terrible année 1859
De nouveau enceinte, la princesse Anne se rend néanmoins à Naples en janvier 1859 pour assister au mariage du prince héritier François, duc de Calabre, avec Marie en Bavière une sœur de l'impératrice d'Autriche et proche cousine puisque leurs mères étaient sœurs.
Les noces sont célébrées le 3 février. Au cours des festivités, la princesse contracta la typhoïde. S'ensuivit une fausse-couche et une petite fille qui ne vécut pas.
La grande-duchesse héritière ne se remettra pas de cet accouchement. Elle rendra l'âme à Naples le 10 février suivant âgée de 23 ans.
Son cœur fut conservé à la Basilique sainte Claire de Naples tandis que son corps fut inhumé en grande pompe à Florence le 17 mars.
Peu après l'empereur d'Autriche répondait aux provocations du roi de Sardaigne en lui déclarant la guerre. Les patriotes italiens s'enflammèrent. L'Autriche fut vaincue. Le 27 avril, la famille grand-ducale fut contrainte à l'exil et se réfugia en Autriche.
Le grand-duc Léopold II finit par abdiquer en faveur de son fils aîné Ferdinand qui venait de perdre et sa femme mais celui-ci ne put reconquérir son trône et dut trouver asile auprès de son cousin et ami l'empereur François-Joseph. La Toscane, comme toutes les principautés d'Italie du nord furent réunies au royaume de Piémont-Sardaigne de Victor-Emmanuel II. C'était le début du royaume d'Italie mais aussi le début de la fin pour les puissances catholiques européennes.

## Épilogue
Réfugié en Autriche le grand-duc Ferdinand IV de Toscane ne se remarie qu'en 1868. Il épouse Alice de Bourbon-Parme qui lui donne dix enfants. Parmi ces derniers figurait l'archiduchesse Louise qui épouse le roi Frédéric-Auguste III de Saxe, un neveu d'Anne, mais dont le mariage finit dans le scandale par un divorce.